# سالي ستروثرس
سالي آن ستروثرس (بالإنجليزية: Sally Anne Struthers)‏ هي ممثلة وناشطة أمريكية ولدت في يوم 28 يوليو 1947 في بورتلاند. بدأت بالتمثيل في سنة 1970 ومثلت في عدة أفلام ومسلسلات مثل مسلسل كل من بالأسرة وبنات غيلمور وتيلسبين.